# Viuda negra (asesina)
Viuda negra corresponde a un tipo de asesino en serie femenino en la clasificación propuesta por Michael Kelleher. Las viudas negras son asesinas en serie que matan a personas cercanas (típicamente maridos) principalmente motivadas por interés económico.

## Concepto
Esta designación hacia este tipo de asesinas en serie proviene de una analogía con la araña Latrodectus mactans, popularmente conocida como "viuda negra", la cual suele devorar al macho tras copular con la finalidad biológico-evolutiva de asegurar el suministro nutricional y con ello la salud de la progenie. La contraparte masculina de las viudas negras son los "barba azules".

## Motivaciones
Las viudas negras suelen asesinar por dos motivos: interés económico, celos, rechazo  y se quieren vengar.
De igual manera muchas asesinas en serie, entre ellas viudas negras, han sido diagnosticadas con síndrome de Münchhausen por poder, típicamente estas mujeres victimizan a sus propios hijos.

## Historia
En 1991, Eric Hickey propuso una clasificación para las asesinas en serie, tomando en cuenta dos tipos "viudas negras" y "ángeles de la muerte" (cuidadoras o enfermeras que asesinan a sus pacientes). En 1998, Michael Kelleher propuso una nueva clasificación, -es la actualmente vigente-, en donde aparte de las dos categorías de Hickey agregó 7 más. Cabe destacar que la clasificación de Kelleher también es aplicable a asesinos en serie varones.

## Viudas negras de la antigüedad
Existen registros de crímenes que pudieran corresponder al modus operandi de viudas negras desde la historia clásica aunque no corresponden a asesinas en serie propiamente. En el año 54 d. C., muere Claudio emperador romano, a manos de su propia esposa Agripina la Menor, que empleó setas venenosas, la finalidad de este magnicidio fue permitirle al hijo de Agripina, Nerón, acceder al trono.
En 1324, en Irlanda, fue condenada a muerte la que quizás fue la primera viuda negra cuyos crímenes tuvieron un patrón en serie- lo cual también la convertiría en el primer caso de asesinato en serie conocido en la historia adelantándose en un siglo a los crímenes de Gilles de Rais- aunque las acusaciones jamás pudieron ser confirmadas de una manera fehaciente, los rumores y las confesiones obtenidas bajo tortura fueron suficientes para condenar a la hoguera a Alice Kyteler bajo los cargos de asesinato, brujería y usura. A finales del siglo XIII y comienzos del siglo XIV, cuatro maridos de Alice murieron en condiciones misteriosas, todos víctimas de una desconocida enfermedad crónico degenerativa de una progresión relativamente rápida.
En 1762, sube al trono de Rusia la zarina Catalina II la Grande, tras un golpe de Estado contra su propio marido Pedro III de Rusia, orquestado por ella y varios de sus amantes. El rey legítimo fue obligado a abdicar y mandado a un exilio autoimpuesto. Pese a su renuncia el podía regresar a reclamar el trono en cualquier momento, esa fue la razón para que fuera eliminado ese mismo año en el palacio de Ropscha. Oficialmente habría muerto por causas naturales, pero en 1773, una rebelión liderada por Yemelián Pugachov reveló la verdad sobre el magnicidio, el zar Pedro III habría sido envenenado.

## Casos célebres
- Belle Gunness: ( Estados Unidos) responsable de 42 asesinatos, entre 1900 y 1908, en Chicago, Illinois. Entre sus víctimas se encuentran esposos, hijos y pretendientes, a quienes envenenó con arsénico.[11]
- Amy Archer-Gilligan: ( Estados Unidos) mató a por lo menos 20 personas entre 1910 y 1916, en  Windsor, Connecticut. Entre sus víctimas- que se cree llegan a alrededor de 100 personas- se cuentan 2 maridos envenenados con arsénico.[12]
- Shirin Gul: ( Afganistán) Conocida como "la Asesina del kebab",  en complicidad de su amante y un hijo, mató hombres en Jalalabad, Kabul y la provincia de Logar, principalmente taxistas, de quienes hacía uso de sus servicios, posteriormente los invitaba a comer en su casa, aprovechaba para sedarlos con barbitúricos y luego los estrangulaba, enterró los cuerpos en su jardín y vendió sus vehículos en la frontera con Pakistán. También habría matado a su primer esposo. Sentenciada a cadena perpetua con un mínimo de 20 años de prisión.[13][14][15]
- Daisy de Melker: (Sudáfrica) asesinó a 3 personas- dos maridos y su único hijo- con arsénico y estricnina.[16] Fue ejecutada en 1932.[17]
- Marie Alexandrine Becker: ( Bélgica) asesinó a por lo menos 12 personas entre 1932 y 1936, en Lieja. Entre sus víctimas se cuentan 2 maridos y por lo menos 10 amigas a quienes envenenó con arsénico.[18]
- Caroline Grills: ( Australia) asesinó a 4 personas en Sídney, entre 1947 y 1953. Entre sus víctimas se cuentan su madrastra y 3 cuñados, los envenenó con talio.[19]
- Mary Elizabeth Wilson: ( Reino Unido) envenenadora responsable del asesinato de 4 maridos, entre 1955 y 1957, en Durham, empleó  fósfuro de zinc.[20]
- Blanche Taylor Moore: ( Estados Unidos) responsable de 2 asesinatos, es sospechosa de 3 muertes más, entre 1962 y 1986, en Carolina del Norte, entre sus víctimas se cuentan dos parejas, pero también su madre e hijos, empleó arsénico para perpetrar sus crímenes.
- Betty Neumar: ( Estados Unidos) responsable de la muerte de 5 maridos entre 1970 y 2007.[21]
- Yiya Murano: ( Argentina) responsable de la muerte de 3 amigas a quienes mató con cianuro, en 1979, en Buenos Aires.[22]
- Margarita Sánchez Gutiérrez: ( España) responsable de la muerte de 4 ancianos en Barcelona, entre 1992 y 1993, empleó sobredosis medicamentosas.[23]
- Francisca Ballesteros: ( España) asesinó a su marido y a dos de sus hijos, en 2003, en Melilla. Empleó carbimida cálcica ("Colme", un medicamento empleado en el tratamiento del alcoholismo).
- Antonia Giampietro: ( Argentina) responsable de la muerte de por lo menos 2 ancianos a quienes envenenó con  benzodiacepinas, en 2003, en Córdoba.[24]
- Emma Argüello Jurado, Roxana Lizbeth Arredondo Argüello y Leslie Madelín Arellanes Arredondo: ( México) abuela, madre e hija responsables de 2 asesinatos en 2009. Sus víctimas esposos de Roxanna y de Leslie, murieron atropellado y a golpes respectivamente.[25]
- Cristina Soledad Sánchez Esquivel: ( México) responsable del asesinato de 5 personas, entre ellas una pareja sentimental, sus víctimas en su mayoría fueron taxistas, los apuñaló o estranguló, en Nuevo León, durante el 2010.[26]
- Miyuki Ueta: ( Japón) Ex-anfitriona de un restaurante que envenenó y ahogó a dos hombres con los que salió, en Tottori, para robarles su dinero. Fue condenada a muerte, pero murió en prisión tras asfixiarse mientras comía.[27][28][29][30]

## Viudas negras en la cultura

### Cine
- En la película El caso de la viuda negra de 1987, Theresa Russell interpreta a una mujer que mata a sus maridos por dinero y cuyas actividades son detectadas por una agente del FBI (Debra Winger).

- En la película  El cuerpo del delito del año 1993, la cantante estadounidense Madonna interpreta a Rebecca Carslton, una mujer acusada de asesinar a un hombre en el acto sexual para heredar su fortuna.

- En la película del 1993, La familia Addams 2, la antagonista Debbie Jellinsky (interpretada por Joan Cusack) es una viuda negra.[31]

### Televisión
- En la telenovela mexicana de 1986, "Cuna de lobos", la antagonista principal "Catalina Creel" (interpretada por María Rubio) es una viuda negra que entre otros asesinatos mata a su marido.[32] Este personaje se ha convertido en uno de los más emblemáticos de la televisión mexicana.
- En el episodio 6 de la primera temporada de la serie estadounidense Dexter, se muestra que una de las víctimas de Dexter Morgan ("justiciero en serie, asesino de asesinos"; interpretado por Michael C. Hall) es "Cindy Landon", una viuda negra responsable de 3 asesinatos.[33] La historia de la muerte de Cindy también fue representada en la miniserie por internet de Dexter, "Early Cuts".[34]